# Västerskatan
Västerskatan är en udde i Finland. Den ligger i Raseborg och landskapet Nyland, i den södra delen av landet, 120 km väster om huvudstaden Helsingfors.
Terrängen inåt land är platt. Havet är nära Västerskatan åt sydväst.  Närmaste större samhälle är Hangö, 8,9 km söder om Västerskatan. 